# Гуменцино-Коскі
Гуменцино-Коскі (пол. Humięcino-Koski) — село в Польщі, у гміні Ґрудуськ Цехановського повіту Мазовецького воєводства.
Населення — 178 осіб (2011).
У 1975-1998 роках село належало до Цехановського воєводства.

## Демографія
Демографічна структура станом на 31 березня 2011 року:
|          | Загалом | Допрацездатний вік | Працездатний вік | Постпрацездатний вік |
| -------- | ------- | ------------------ | ---------------- | -------------------- |
| Чоловіки | 83      | 15                 | 58               | 10                   |
| Жінки    | 95      | 19                 | 55               | 21                   |
| Разом    | 178     | 34                 | 113              | 31                   |